# Sankta Katarinas orden

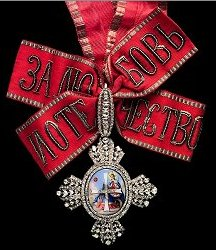
Ordenstecken

Sankta Katarinas orden var en kejserlig rysk orden som delades ut i Tsarryssland mellan 1713 och 1917. Den grundades av tsar Peter den store till ära för Katarina I av Ryssland, som blev dess första mottagare, men tillägnades officiellt Sankta Katarina av Alexandria. Det var den första och enda orden i Ryssland som delades ut till kvinnor. 